# Quota di riferimento
Una quota di riferimento è una dimensione su un disegno ingegneristico (un tipo di disegno tecnico) resa per sola informazione. Vengono rese sul disegno per ragioni diverse e sono spesso un accumulo di dimensioni (quote) definite in altro punto del disegno. Sono quote usate per convenienza per identificare una singola dimensione che specificata in altro punto (anche su altro foglio).
La quota di riferimento non deve essere intesa come definizione diretta della geometria dell'oggetto rappresentato sul disegno. Solitamente non governa la fabbricazione del prodotto (lavorazione) in nessun modo e non include tolleranze. Conseguentemente non sono utilizzate per il controllo qualità del pezzo.
Prima dell'introduzione dei sistemi Computer-Aided Design (CAD), la quota di riferimento era indicata con la scritta “REF” scritta vicino alla quota (a destra, o sotto). Successivamente con i sistemi CAD, la quota è inserita tra parentesi tonde. Esempio: una dimensione di 1500 mm può essere designata con "(1500 mm)" al posto di "1500 mm REF." Entrambi i sistemi usati sono accettati.